# Yarkon
Le Yarkon (hébreu : נחל הירקון, Nahal HaYarkon; arabe : نهر العوجا, Nahr el-Auja), est un fleuve d'Israël qui prend sa source près du tel Afek, traverse notamment le nord de Tel Aviv avant de se jeter dans la mer Méditerranée.

## Débit

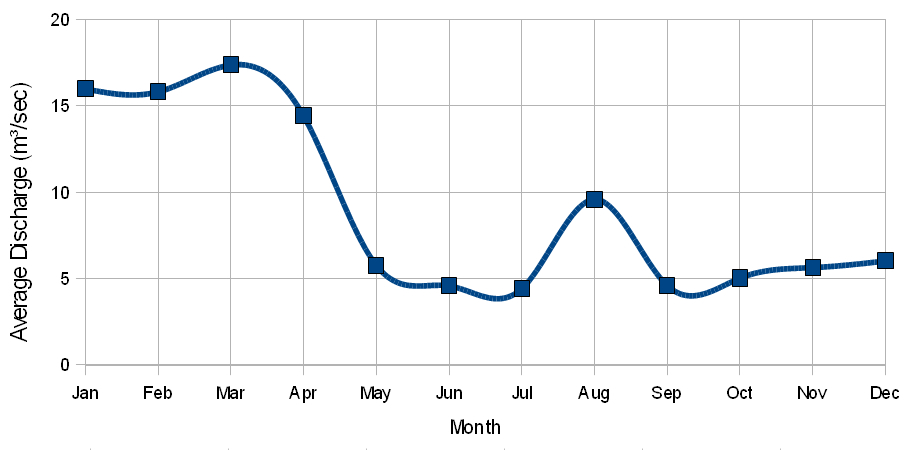
Le débit mensuel moyen (1969–1975)
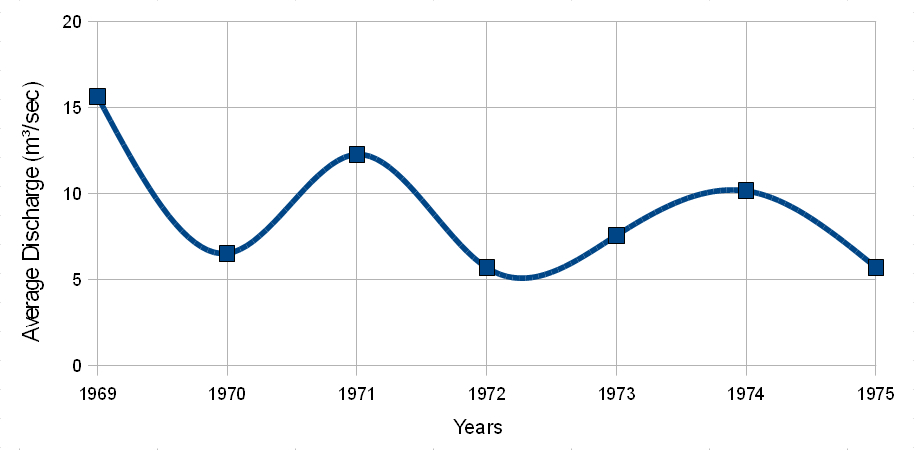
Le débit annuel moyen (1969–1975)